# مارتن كينغ
مارتن كينغ (بالإنجليزية: Martin King)‏ هو مذيع طقس أيرلندي، ولد في 7 أبريل 1963 في Edenmore ‏ في جمهورية أيرلندا.

## وصلات خارجية
- مارتن كينغ على موقع IMDb (الإنجليزية)